# Андрија Мауровић
Андрија Мауровић (1901 — 1981) био је југословенски и хрватски цртач стрипова, сликар и илустратор.
Делујући у малој земљи с неразвијеном стрип-традицијом, земљи неажурних посленика културе, Мауровић је, нажалост, искусио судбину многих великих уметника и остао је готово анониман изван њених граница.

## Биографија
Андрија Мауровић, рођен је 29. марта 1901. године у малом месту Муо, крај Котора, као седмо дете Бокељке и Словенца, апотекарског службеника аустро-угарске војске. Након краткотрајног боравка у Кракову, у Пољској, породица Мауровић се преселила у Дубровник, где је Андрија провео дане дечаштва и младости. Био је слаб ђак, али је од најраније младости показивао таленат за цртање. У јесен 1920. године први пут одлази у Загреб у намери да студира сликарство, али се због беспарице враћа кући.

### Прва изложба
Као осамнаестогодишњак, 1919. године, на једној заједничкој изложби је у Дубровнику изложио своје прве радове. О успеху тог првог излагања нема никаквих података, али већ следеће 1920. године Мауровић поново излаже и то 32 слике у техникама акварела, уља, пастела и угљена.
"Фали му још доста тога - особито у техници; боје му немају свјежину и прелази су тврди али се све то даде постићи школом и вјежбањем. Мауровић је сада у 8. разреду гимназије. Овако млад нас је зачудио својом првом изложбом" - писала је тадашња критика.

### Студије
Краће време (1921./1922) бавио се глумом у сарајевском позоришту, а глумио је и у неколико немих филмова. Показало се касније да је ово кратко филмско искуство увелико одредило његов начин кадрирања стрипова и илустрација.
Након одслужења војног рока у Нишу, по други пут одлази у Загреб како би отпочео са студирањем на "Краљевској академији за умјетност и обрт", што је био тадашњи назив за Академију ликовних уметности. Уписао се у класу Ферде Ковачевића.
Овога пута Финансијски проблеми су мањи јер га је припомогла дубровачка општина. Ипак Мауровић је зарађивао за живот израдом илустрација за плакате, часописе и књиге. У то време правила Академије забрањивала су студентима такав рад, па Мауровић убрзо прекида студије. У архиви Академије нису пронађени документи на основу којих би се могло утврдити да је дошло до сукоба са управом и да је Мауровић искључен са Академије.

### Професионалац
Након прекида школовања у потпуности се посвећује илустраторском раду. Повремено објављује карикатуре у дубровачком "Јежу". Међу сачуваним бројевима "Јежа" први Мауровићев цртеж насловљен је Мадам Помпадур и тај цртеж можемо сматрати његовим најранијим сачуваним цртежом ("Јеж", Дубровник 1921., бр. 4 од 1.5.1921).
Од 1925. године повремено сарађује и са тада најзначајнијим хумористичко-сатиричним часописом у Хрватској "Коприве", а од 1928. добија поверење да ради насловнице и задње стране за тај часопис и покоји цртеж унутар броја. Током 1930. године већину насловница је урадио Мауровић што говори да је стекао углед и статус међу илустраторима и карикатуристима. Сарађивао је са великим бројем новина и часописа међу којима су "Јутарњи лист", "Новости", "Коприве", "Женски свет" и "Кулиса".

#### Златно доба: 1935—1941
Увозни стрип, претежно амерички, средином тридесетих година почео је да осваја читаоце, па су уредници загребачких "Новости" одлучили да отпочну са објављивањем домаћег стрипа, а тај велики посао су поверили Андрији Мауровићу. Свој први стрип "Вјереница мача", према делу француског писца Паула Февала, "Новости" су почеле објављивати 2. маја 1935. године. Репринт овог Мауровићевог првенца, у оквиру библиотеке "Великани хрватског стрипа", објавио је Осијечки "Формат" 2006. године.
После "Веренице мача", првог "романа у сликама", уследила су два научно-фантастична стрипа, "Подземна царица" и "Љубавница с Марса", а онда су се као на покретној траци почели ређати стрипови: "Плен демона џунгле", "Разбојникова вереница", "Крволок од Танипура", "Огњем и мачем", "Златарево злато" и многи други. Велику славу је стекао са своја прва два вестерн-стрипа "Тројица у мраку" и "Седма жртва" за којима следе "Господар Златних брегова", "Последња пустоловина Старог Мачка", "Сабласт зелених мочвара"...
Стрип јунаци напречац освајају публику широм земље, а свом творцу доносе огромну славу - и исто толико новца.
"Зарађивао сам по седамдесет-осамдесет хиљада тадашњих динара месечно, а за тај новац је кућа могла да се купи". - рекао је Андрија Мауровић. "Али, како је долазило, тако је и одлазило: пиће, жене, лумповање, чета пријатеља који се за трен окупе око човека пуног пара; колико год да их има, никад довољно, и ништа ми од света тога није остало..."
Свој стваралачки врхунац Мауровић је имао између 1935. и 1941. године. У другој половини педестих година (1956-60) није објавио ниједан стрип покушавајући да се врати на путеве чистог сликарства. Често је говорио да га сликарство одмара, а да је стрип упропастио његов живот. У периоду 1970-76 такође се уздржава од цртања стрипова. У 1976. објављује свој последњи стрип "Повратак Старог Мачка".

#### Други светски рат
Почетком рата (1941-43.) Мауровић није цртао стрипове, али је током 1943. и 1944. за "Забавник" нацртао следеће стрипове: Гроб у прашуми, Сеоба Хрвата, Кнез Радослав, Томислав, Златни оток и Ахурамазда на Нилу.
Пред крај Другог светског рата Мауровић је приступио партизанима и био у саставу Осме кордунашке дивизије. Углавном је радио плакате и зидне новине. Након рата је нацртао опус од 6 кратких стрипова из партизанског живота. Ти стрипови су обједињени у стрип-албуму "Приче о одважним људима" (Издавач: КИЦ "Привлачица", Винковци 1989). За насловницу је употребљена његова слика (уље на платну) из 1945. године .
Стрип-албум "Приче о одважним људима" садржи следеће стрипове:
- "Бродоломци на отоку Мега" (Сценарио Марцел Чукли. Прво објављивање "Хоризонтални забавник", 1952)
- "Против смрти (сценарио Вицко Распор. Прво објављивање "Омладина", 1954)
- "Ранков одред" (Сценарио: Махмуд Коњхоџић и Норберт Неугебауер. Прво објављивање "Плави вјесник", 1961)
- "Време одважних" (Сценарио Руди Аљиновић. Прво објављивање "Стрип магазин", 1966)
- "Истините приче о малим борцима" (Сценарио Руди Аљиновић. Прво објављивање "Кекец", 1967/68.), садржи збирку кратки стрипова: "Пријетећи поздрав", "Заслађени бензин", "Мост је поправљен", "Спашено село", "Руке увис", "Лекови су набављени", "Спашена жетва", "Сналажљиви курир", "Бег из дома", "Уништени плакати".

Последњи шести стрип из партизанског опуса под називом "Синови слободе" није објављен у овом албуму јер су оригиналне табле изгубљене, а репринт из "Модре ласте" није био задовољавајућег квалитета.

#### На ивици понора
"Пио сам по десетак литара вина дневно, по два литра најјаче ракије од кукуруза, пушио по осамдесет цигарета, предавао се једнако неумереним чулним уживањима - и тако преко двадесет година, док нисам доспео на руб понора, на границу потпуног растројства и краха. Тек онда, кад ми је већ било четрдесет пет година, успео сам да се тргнем, да бих колико-толико продужио меницу живота." - изјавио је Мауровић за магазин "Старт" .

## Дјело
Андрија Мауровић је за живота нацртао преко 200 стрипова. Велики број стрипова је урађен по књижевним делима међу којима је вероватно најпознатија адаптација "Гричке вјештице" по мотивима истоименог романа Марије Јурић Загорке. "Вечерњи лист" је први започео објављивање, у периоду 1960/62., али је стрип у целости објављен у едицији "Стрип-стрип", у издању "Lykos" (који ће касније променити име у "Епоха"). Едицију је штампао "Вјесник" 1962. године у 14 свезака на укупно 364 странице.
По романима Шеное је урадио "Златарево злато" и "Чувај се сењске руке". "Љубавница с Марса" је дело Алексеја Толстоја, "Огњем и мачем" Хенрика Сјенкјевича
- Комплетан опус можете погледати овде: Стрипови Андрије Мауровића

Постхумно је НЛЦ Медиа Група, Загреб објавила Мауровићеву збирку еротских скица и цртежа под називом "Кандаул".  978-953-98075-7-1. која је штампана у неколико издања. Цртежи су рађени у оловци. На појединим местима оловка се размазала, па текст није довољно читак. На неким таблама сличице су разрађене до најситнијег детаља док су на другима остале само као просте скице. Мауровић се није превише трудио јер је стрипове са еротском садржином радио из разоноде, само за себе.

## Смрт
Последњих година свог живота Андрија Мауровић је у својој околини важио за чудака и ексцентрика. Прихватио је спартанско-аскетски начин живота, определио се за најстрожи вегетаријански начин исхране, устајао зором а легао с првим мраком. Одрекао се порока и друштва људи и вратио се својој првој љубави - сликарству.
Након краће болести умро је у оскудици 2. септембра 1981. године у властитој кући у Загребу, на Пантовчаку 45.
Мауровић је 9 година након своје смрти сахрањен по други пут 16. децембра 1990. године. Писцу Мауровићеве биографије, новинару Александру Војиновићу, припада заслуга, поред писања биографије, што су Мауровићеви посмртни остатци премештени из гробнице која је била у катастрофалном стању у пристојну гробницу на загребачком гробљу Мирогој.

## Лични живот
На интернету се често провлачи нетачан податак о међусобној вези Андрије Мауровића и Влаха Буковца. За магазин "Старт" (бр. 163, 23. април 1975) Мауровић је дао интервју ("Живот уложен у стрип") у којем је рекао: Када сам дошао на Академију, мој професор актова Ванка силно ме поштивао и једном ме упитао гдје сам прије студирао. Тада сам изрекао прву умјетничку лаж. Слагао сам да сам учио у Влаха Буковца, који је тада био професор у Прагу. Ванка ми је одговорио да је то видљиво из мојих радова. И ковачић ме цијенио. Било ми је врло жао кад сам морао отићи с Академије јер сам се уздржавао од свога рада".

## Признања
- Културно друштво клуб девете уметности из Љубљане (Вошњакова 4.) је 1978. године установио награду "Андрија"
- Загребачко невладино удружење "Арт 9", које окупља стрип цртаче, сценаристе, колекционаре, историчаре и стрипофиле, установило је 2009. године награду "Андрија Мауровић" која се додељује хрватским стрип ауторима за животно дело.